# Amaszonas
Línea Aérea Amaszonas – boliwijska linia lotnicza z siedzibą w La Paz. Obsługuje połączenie pasażerskie do miast północnej i północno-wschodniej Boliwii. Głównym węzłem jest Port lotniczy El Alto.

## Flota
Flota składa się z:
7 samolotów Bombardier CRJ-200LR